# Antoni Puidullés i Surallo
Antoni Puidullés i Surallo (Barcelona (Barcelonès), 1791 - Madrid (Castella), 1854), industrial, fonedor i metal·lúrgic català.
En esclatar la guerra del Francès, vivia a Madrid, on el seu pare tenia una petita fosa de metalls, i en què treballava Antoni i un germà d'aquest, anomenat Jacint. Amb ocasió d'aquella guerra va patir la família nombroses persecucions per part dels francesos, els quals havien esbrinat que a la fosa dels Puidullés i Surallo es fabricaven armes per a El Empecinado.
A força de diners van aconseguir els Puidullés i Surallo la llibertat, ja que els francesos els havien empresonat i carregat de cadenes.
En morir el pare, els fills van quedar al capdavant de l'establiment industrial, que va ser traslladat de local, i Antoni va assumir la direcció, desenvolupant aquella indústria a gran escala.
Als seus tallers es van fondre campanes, obres escultòriques, material per a l'exèrcit, etc...i el 1821 va emprendre Antoni assajos per fabricar planxes de plom laminades, indústria aquesta última encara no coneguda a Espanya, assolint resultats molt satisfactoris. El 1830 va prendre al seu compte, mitjançant contracte, les fàbriques i mines de Linares, deixant la direcció de les fàbriques al seu germà Jacinto, i entre el seu germà i ell van introduir-hi notables millores. El 1836 Antoni fou proposat per a l'alcaldia de Madrid, però no va voler acceptar el càrrec, i el 1843 fou nomenat diputat provincial.
Tot i el seu humil origen, va saber elevar-se del seu nivell social, adquirint una acurada educació, que va perfeccionar amb els seus freqüents viatges a l'estranger. Va ser agraciat amb la comanda d'Isabel la Catòlica, condecoració que mai va fer servir, no traient tampoc el corresponent títol.

## Obra escrita
- La mina de Arrayanes y fabricas de plomo reservados al gobierno de Linares, consideradas en sus dos épocas de administración por la Real Hacienda, y en asociación particular;
- Nueva liquidación que hace asociado á la empresa nacional de minas y fabricas de plomos de Linares;
- El progreso.